# Bristol-Myers Squibb
Pour les articles homonymes, voir BMS.
Bristol-Myers Squibb (BMS) est une entreprise pharmaceutique américaine née, en 1989, de la fusion entre Bristol-Myers Company, fondée en 1887 par William McLaren Bristol et John Ripley Myers (diplômés au Hamilton College) à Clinton (New York), et Squibb Corporation. C'est le dixième groupe pharmaceutique mondial.

## Histoire
En 1989, deux entreprises américaines : Bristol Myers et Squibb fusionnent pour devenir  
Bristol Myers Squibb (BMS) 
En 1994, Bristol-Myers Squibb acquiert l'entreprise française UPSA, 4 ans après avoir pris 45 % de son capital 
En 2001, Bristol-Myers Squibb scinde ses activités dans le matériel médical dans une nouvelle entreprise, Zimmer Holdings.
En 2009, Bristol-Myers Squibb se sépare de sa filiale de nutrition infantile, Mead Johnson, via une opération de spin-off, pour se concentrer sur la pharmacopée.
En février 2015, Bristol-Myers acquiert Flexus Biosciences, une entreprise pharmaceutique spécialisé dans l'oncologie, pour 1,25 milliard de dollars. En novembre 2015, Bristol-Myers annonce l'acquisition de Cardioxyl Pharmaceuticals, qui possède un traitement contre les arrêts cardiaques, pour 2,07 milliards de dollars. En décembre 2015, GlaxoSmithKline acquiert des médicaments en développement contre le VIH à Bristol-Myers Squibb pour 1,46 milliard de dollars.
En août 2017, Bristol-Myers annonce l'acquisition d'IFM Therapeutics, spécialisée dans l'oncologie, pour 300 millions de dollars.
En décembre 2018, Bristol-Myers annonce la vente de UPSA au groupe japonais Taisho Pharmaceutical (en) pour 1,6 milliard de dollars. 
En janvier 2019, Bristol-Myers Squibb annonce l'acquisition de Celgene, entreprise spécialisée dans l'oncologie comme Bristol-Myers Squibb pour 74 milliards de dollars en plus d'une reprise de dette de 21 milliards de dollars.
La justice américaine accepte en janvier 2019 d'ouvrir un procès contre Bristol-Myers Squibb pour sa participation dans les années 1940 à un programme expérimental mené par les États-Unis au Guatemala. Près de 700 cobayes, parmi lesquels des enfants, avaient été contaminés sans leur consentement pour vérifier l’efficacité de la pénicilline sur les maladies sexuellement transmissible.
En octobre 2020, Bristol-Myers Squibb annonce l'acquisition de MyoKardia, spécialisée dans les maladies cardiovasculaires, pour 13 milliards de dollars.
En juin 2022, Bristol-Myers Squibb annonce l'acquisition de Turning Point Therapeutics, spécialisée dans l'oncologie, pour 4,1 milliards de dollars.
En octobre 2023,  Bristol-Myers Squibb annonce pour 4,8 milliards de dollars l'acquisition de Mirati Therapeutics, spécialisée dans l'oncologie. En décembre 2023, Bristol Myers annonce l'acquisition de Karuna Therapeutics, spécialisée dans les médicaments contre la schizophrénie, pour 14 milliards de dollars. La même semaine, Bristol Myers annonce l'acquisition de RayzeBio, spécialisée dans l'oncologie, pour 4,1 milliards de dollars.

## Présence en France
En 1990, le groupe implante un site de production à Meymac. L'usine est spécialisée dans la fabrication et le conditionnement de médicaments destinés à la prévention et au traitement du VIH et du sida, notamment le Videx ; y sont aussi fabriqués des médicaments pour traiter les maladies cardio-vasculaires, la douleur ou la dépression. 
Après plusieurs mois d'incertitude, le 25 septembre 2008, la fermeture du site de Meymac et le transfert d'une partie de ses activités sur le site UPSA d'Agen sont confirmés pour 2010. Le site de Meymac est repris par les Laboratoires Salem France en septembre 2010.
Avec près de 3 000 collaborateurs et 1 milliard d’euros de chiffre d’affaires en 2009, Bristol-Myers Squibb France, dont le siège est à Rueil-Malmaison, est la première filiale du groupe hors États-Unis. Les usines UPSA à Agen sortent 50 % de la production mondiale du groupe et sont sa seule présence industrielle française.

## Actionnaires
Liste des principaux actionnaires au 25 avril 2022 :
| Actionnaire                    | %      |
| ------------------------------ | ------ |
| Capital Research & Management  | 9,59 % |
| The Vanguard Group             | 8,97 % |
| SSgA Funds Management          | 4,45 % |
| JPMorgan Investment Management | 2,95 % |
| Wellington Management          | 2,36 % |
| BlackRock Fund Advisors        | 2,29 % |
| Fidelity Management & Research | 1,84 % |
| en:Geode Capital Management    | 1,78 % |
| en:Dodge & Cox                 | 1,29 % |
| Northern Trust Investments     | 1,15 % |

## Activité de lobbying

### Aux États-Unis
Selon le Center for Responsive Politics, les dépenses de lobbying de Bristol-Myers Squibb aux États-Unis s'élèvent en 2017 à 3 610 000 dollars.

### Auprès des institutions de l'Union européenne
Bristol-Myers Squibb est inscrit depuis 2011 au registre de transparence des représentants d'intérêts auprès de la Commission européenne. Il déclare en 2017 pour cette activité des dépenses annuelles d'un montant compris entre 500 000 et 600 000 euros.

### En France
Pour l'année 2017, Bristol-Myers Squibb déclare à la Haute Autorité pour la transparence de la vie publique exercer des activités de lobbying en France pour un montant qui n'excède pas 75 000 euros.

## Revenus & Émissions de CO2
| Revenus          | Bénéfices        | Employés | Année |
| ---------------- | ---------------- | -------- | ----- |
| $26.15 milliards | $3.44 milliards  | 30 000   | 2019  |
| $42.52 milliards | $-9.02 milliards | 30 250   | 2020  |
| $46.39 milliards | $6.99 milliards  | 32 200   | 2021  |

| Décembre 2016 | Décembre 2017 | Décembre 2018 | Décembre 2019 | Décembre 2020 |
| ------------- | ------------- | ------------- | ------------- | ------------- |
| 328           | 323           | 316           | 284           | 278           |